# Hartha, Tyskland
Hartha är en stad i Landkreis Mittelsachsen i förbundslandet Sachsen i Tyskland. Staden har cirka 7 000 invånare.

## Historia
Hartha grundades vid en väg mellan Dresden och Leipzig. Området beboddes av franker, thuringier och flamländare. Platsen nämns i ett dokument för första gången år 1223. Sedan 1400-talet är den känd som en liten stad.'
Den viktigaste industrin i staden sedan 1500-talet var textiltillverkning. I mitten av 1800-talet grundades fabriker för filt, skor, cigarrer och knappar. Vagnfabriken M. J. Plenikowski & Co. var välkänd.
Järnvägen mellan Waldheim och Rochlitz, där Hartha hade en station, öppnades 1893 och stängdes 1998.
Hartha har ett astronomiskt observatorium som har en omfattande samling av uppgifter om variabla stjärnor.